# Utu
Utu (akkadsky Šamaš, Šamšu, v sumerštině ten, kdo trousí světlo) je v sumerské mytologii jméno slunečního boha, dozorce a ochránce světla, též ochránce spravedlnosti a práva.
Akkadské slovo šamaš – slunce – je příbuzné s hebrejským שמש šemeš a arabským شمس šams, obojí se stejným významem.
Slunce ráno vycházelo u mytické dvojhory, poté putovalo přes obzor a večer skončilo v oceánu, podsvětí. Během této cesty Utu vše viděl a v případě závažných věcí to hlásil na radě bohů. Utu bývá vyobrazen v rohy ozdobené helmě se zbraní připomínající pilku, popřípadě se žezlem v druhé ruce, stojící jednou nohou na úpatí hory.
 

## Rodinné poměry
- Otec: Nanna
- Matka: Ningal
- Bratr: Iškur
- Sestra: Inanna
- Manželka: Ajja, někdy též Šerida
- Syn: Bunene